# Sergio Ponchione
Sergio Ponchione (né le 19 mars 1975 à Asti) est un auteur de bande dessinée et illustrateur italien actif depuis le milieu des années 1990.

## Publications francophones
- Homoblicus  (trad. de l'italien), Paris/Bologne, Coconino Press et Vertige Graphic, coll. « Offissa Pupp », octobre 2006 (ISBN 2-84999-035-3).
- Memorabilia  (trad. de l'italien par Laurent Lombard), Nantes, Ici Même Éditions, avril 2018, 52 p. (ISBN 978-2-36912-043-8).

## Récompense
- 2012 : Prix Micheluzzi de la meilleure histoire courte pour « Storia di Aiace, fumettista tenace! », dans Gang Bang